# 东北抗日联军战绩纪念塔
东北抗联战绩纪念塔，位于中华人民共和国黑龙江省佳木斯市西郊猴石山北坡244高地，建于1984年，是为了纪念东北抗日联军在抗日战争中所作贡献而设置的纪念塔。该塔高23.9公尺，形状为四方形，四角分别立有高4.6米的火炬雕塑，塔身南侧篆刻了黑龙江前省长陈雷的“东北抗日联军战绩纪念塔”手书，东侧刻有“革命先烈永垂不朽”字样，北侧刻有记载东北抗日联军抗日贡献的纪念词，西侧则刻有1938年东北抗日联军官兵创作的《露营之歌》，塔身底座分别刻有《露营》《军民鱼水情》《战斗》《胜利》浮雕。该塔所在园区是黑龙江省爱国主义教育基地；该塔是黑龙江省级烈士纪念建筑物保护单位。